# Список умерших в 552 году

## Октябрь
- 30 октября — Тейя, король остготов (552).

## Дата смерти неизвестна или требует уточнения
- Аарон Алетский, отшельник, монах, игумен Алетский, святой.
- Аба I, патриарх церкви Востока (540—552).
- Бумын-каган, основатель Тюркского каганата и его 1-й каган (542—552), вождь племени Ашина.
- Верекунд, церковный деятель, латинский христианский писатель и богослов, епископ города Юнка.
- Григорий Омиритский, христианский святой, почитается в лике святителей как чудотворец.
- Мина, патриарх Константинопольский (536—552), святой Православной церкви.
- Пётр Иерусалимский, патриарх Иерусалимский (524—552).
- Сяо Дун, 3-й император Лян.
- Сяоцзин-ди, единственный император Китайской/Хэбэйской династии Восточной Вэй (534—550).
- Тотила, король остготов (541—552).
- Флавий Аниций Максим, римский сенатор и патрикий в Королевстве остготов.
- Хоу Цзин, военачальник Восточной Вэй.
- Юйцзюлюй Анагуй, 11-й каган жужаней (520—552).